# Dietingen
Dietingen är en kommun och ort i Landkreis Rottweil i regionen Schwarzwald-Baar-Heuberg i Regierungsbezirk Freiburg i förbundslandet Baden-Württemberg i Tyskland. 
Den tidigare kommunen Böhringen uppgick i Dietingen 1 oktober 1974 följt av Irslingen 1 januari 1975. Innan hade Gößlingen och Rotenzimmern uppgått i Irslingen.
Kommunen ingår i kommunalförbundet Rottweil tillsammans med staden Rottweil och kommunerna Deißlingen, Wellendingen och Zimmern ob Rottweil.